# إقليم الخروب
إقليم الخروب منطقة جغرافية تقع في القسم الغربي من قضاء الشوف(https://iqleemelkharroub.gov.lb). وأغلب سكانه من المسلمين السنة.
قرى الأقليم(المغيرية،الرميلة, جدرا, برجا, عانوت, شحيم, مزبود, دلهون, كترمايا, الوردانية, سبلين, داريا, ضهر المغارة, الجية ,البرجين , المريجات , بعاصير ، علمان ، ومزرعة البرغوتية)

## التعريف الجغرافي
إقليم الخروب منطقة تاريخية واجتماعية وثقافية يقع على ساحل الشوف ويبعد عن العاصمة بيروت نحو 22 كلم عند بوابة الإقليم الشمالية - بلدة السعديات، ويمتد الإقليم على شكل مثلث قاعدته الساحل ما بين مدينتي الدامور وصيدا بطول 17 كلم ورأسه عند بلدة بسابا بارتفاع ألف متر عن سطح البحر. ويحده شمالاً مجرى نهري الحمام- الدامور وجنوباً مجري نهري بسري- الأولي. وتبلغ مساحة الإقليم 167 كلم2 أي 1.6٪ من مساحة لبنان.

ويضم الإقليم أكثر من 39 بلدة وقرية ومزرعة أكبرها شحيم وبرجادية.

## تاريخ
كان إقليم الخروب ناحية تابعة لسنجق صيدا-بيروت أثناء الحكم العثماني.
إقليم الخروب منطقة تلال واقعة بين بيروت وصيدا، ويمثّل نموذجًا مميزًا لهذه التحولات. فهي منطقة ريفية تسكنها غالبية سنية في قضاء الشوف الدرزي، وهي تتكون من القرى المحلية ذات الأراضي المنظمة بطريقة المدرجات الزراعية، تتناوب فيها حقول أشجار الزيتون مع المحاصيل الحقلية، في بيئة تتكون من الأراضي الصخرية البور وغابات البلوط والصنوبر. ومنذ العام 1990، انتشر العمران في الجزء المنخفض من المنطقة، خصو صًا حول بلدتي برجا وسبلين المتـميزتين بالعمران الكثيف، وكذلك في المناطق الصناعية (لا سيـما معمل الإسمنت). أما القرى الواقعة فوق المرتفعات، لا سيـما شحيم
، عاصمة الإقليم، البلدة التي تتـمتع بمركزية تجارية قديمة، فقد ازدادت فيها كثافة العمران أيضًا. توقفت الهجرة الريفية إليها ولكن المنطقة تستقبل بعض الأسر التي يعود أصلها في بعض الأحيان إليها، وهي أسر تعمل في بيروت، ولكنها تعاني مشكلة العثور على السكن وقد سهل لها تطور وسائل النقل الإقامة هناك. أما المساكن القروية فقد هجرت تدريجيًا واستعيض عنها بالعمارات العائلية الصغيرة، التي تحتل أحيانًا الأراضي الزراعية أو الطبيعية. إن مناطق الزحف العمراني ترافق تمدد المناطق العمرانية المتواصلة الجارية التي ترتفع على طول الطرق الرئيسة المنطلقة من الساحل.

## الديموغرافيا
يبلغ عدد سكانه أكثر من 140 ألف نسمة، يضاف إليهم عدد كبير من الوافدين من العاصمة والجنوب، هذا بالإضافة إلى العديد من اللاجئين الفلسطينيين والنازحين السوريين. وكانت بيروت بالنسبة للإقليم هي الجامعة والمستشفى ومكان الوظيفة والعمل وما زالت بالرغم من افتتاح الجامعات والمستشفيات والمؤسسات التجارية والسياحية والصناعية في الإقليم. أقامت العديد من عائلات الإقليم في العاصمة بيروت ونقلوا نفوسهم إلى العاصمة. كما أن هناك العديد من المصاهرات بين عائلات الإقليم والعاصمة. معظم سكان إقليم الخروب هم من المسلمين السنة ومعظم أهل السنة في الشوف يقيمون في المنطقة. على عكس بقية الشوف حيث يشكل الدروز الأغلبية الديمغرافية، لا توجد مراكز سكانية درزية في إقليم الخروب. قرى المنطقة الكبيرة كلها ذات أغلبية سنية، بما في ذلك برجا. يشكل المسلمون الشيعة غالبية قرى الجية وجون والوردانية الصغيرة.
تضاءل عدد السكان المسيحيين الموارنة في المنطقة، والذين يقطنها معظمهم في عشرة قرية صغيرة. ويرجع ذلك إلى حد كبير إلى عمليتي نزوح جماعي خلال الحرب الأهلية اللبنانية، الأولى في أعقاب مجزرة الدامور التي قامت بها منظمة التحرير الفلسطينية وميليشيات الحركة الوطنية اللبنانية المتحالفة معها في 10 يناير 1976، والثانية في عام 1976. حرب الجبل في 1983-1984 عندما تم هزيمة القوات المسلحة اللبنانية وميليشيا النمور المسيحية وميليشيات القوات اللبنانية، على التوالي، على يد المقاتلين الدروز في جيش التحرير الشعبي بقيادة وليد جنبلاط. استمر العداء بين المسيحيين والدروز في الشوف منذ نهاية الحرب الأهلية عام 1991، ولم يعد المسيحيون بأعداد كبيرة على الرغم من عمليات المصالحة والتعويض التي أشرف عليها آل جنبلاط والبطريرك الماروني. لكن التوترات الطائفية لم تكن مرتفعة بين المسيحيين والمسلمين في إقليم الخروب.
وقد اندمج اللاجئون الفلسطينيون الموجودون في المنطقة منذ الحرب العربية الإسرائيلية عام 1948 كثيرًا مع السكان اللبنانيين، على النقيض من أماكن أخرى في لبنان. كان هناك أيضًا تدفق للاجئين السوريين الفارين من الحرب الأهلية السورية. انتقل العديد من اللبنانيين في إقليم الخروب إلى المنطقة أثناء الحرب الأهلية وبعدها بحثًا عن تكاليف معيشة أقل، خاصة مقارنة بأسعار المساكن في العاصمة بيروت.

## اقتصاد
ويربط إقليم الخروب بيروت في الشمال مع صيدا في الجنوب. المصدر الرئيسي للدخل هو العمل بأجر في القطاع العام، يليه العمل في الصناعات التحويلية وقطاع السياحة.

## الملاحظات
1. ↑  قرى إقليم الخروب مسلمون سنيون بشكل رئيسي هي حول، بعاصير، برجا، بسابا، تشيمه، دلهون، داريا، مزبود  ، مغيره، والأشقاء.[4]
2. ↑  القرى ذات الأغلبية المسيحية في إقليم الخروب هي علمان، علمان الشوف، دبية، جدرا، رميلة، الجاهلية، ضهر المغارة  ومجدلونا ومزمورة.[4]